# Liste des espèces du genre Boletus

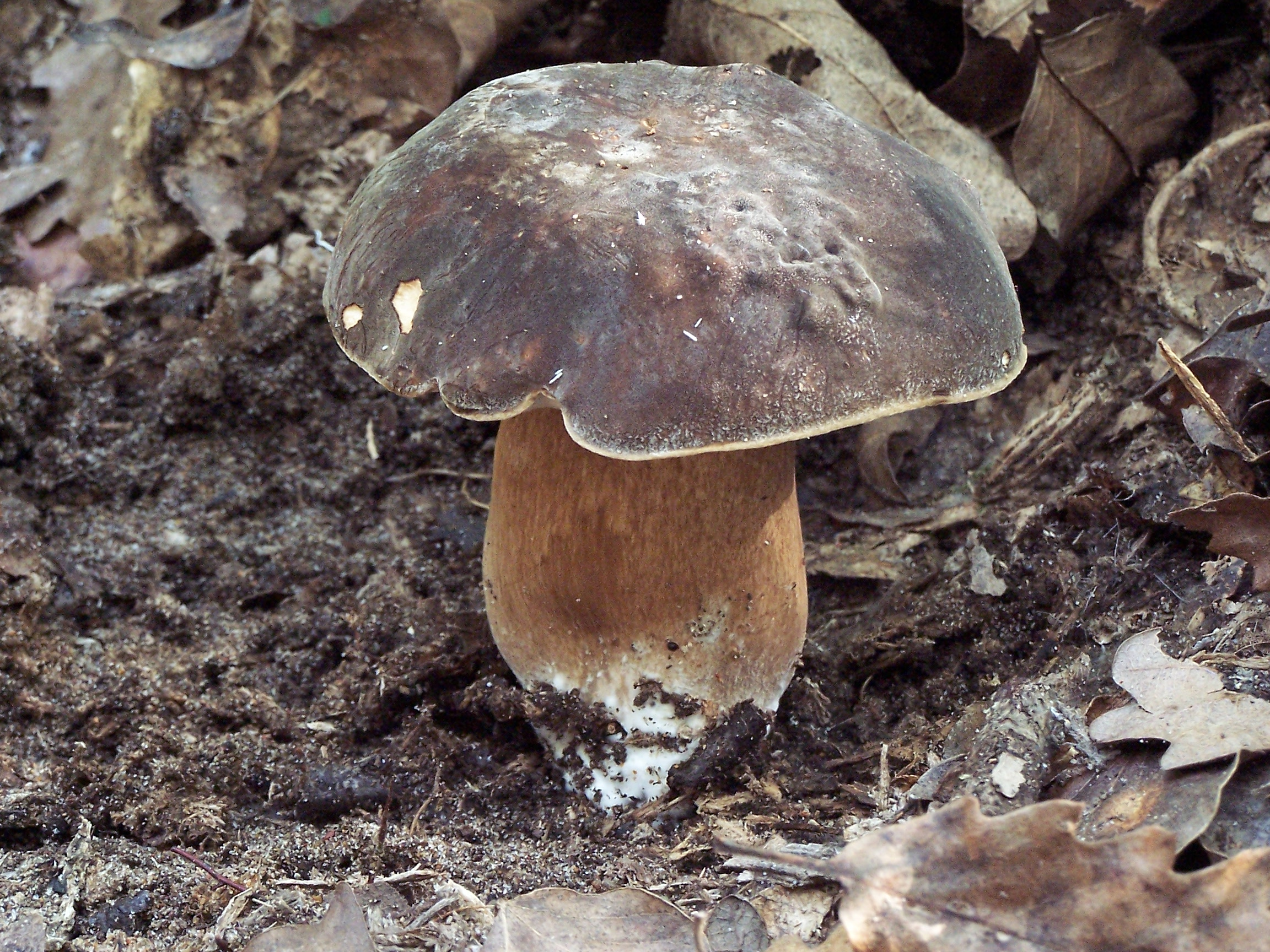
Boletus aereus

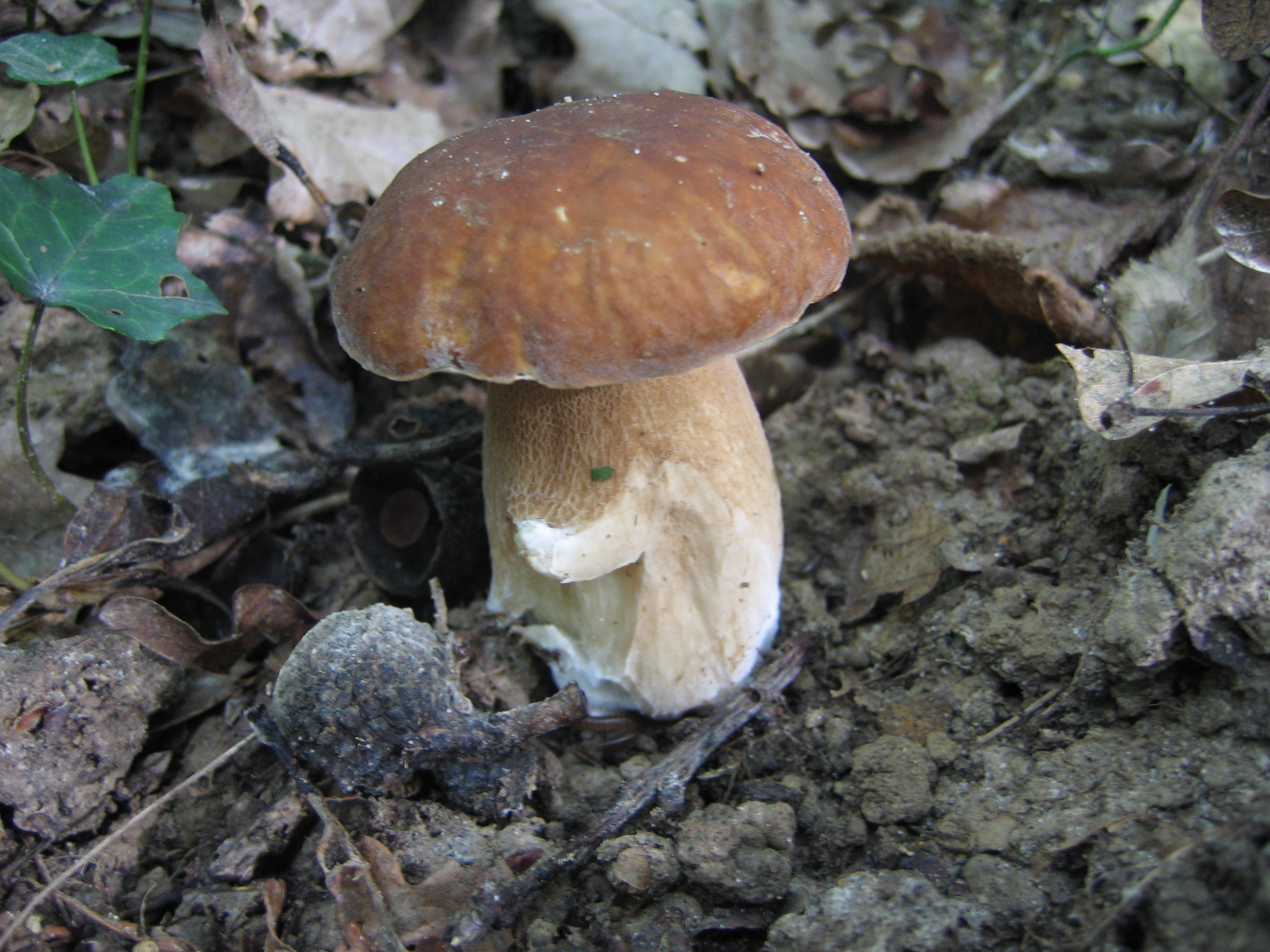
Boletus aestivalis

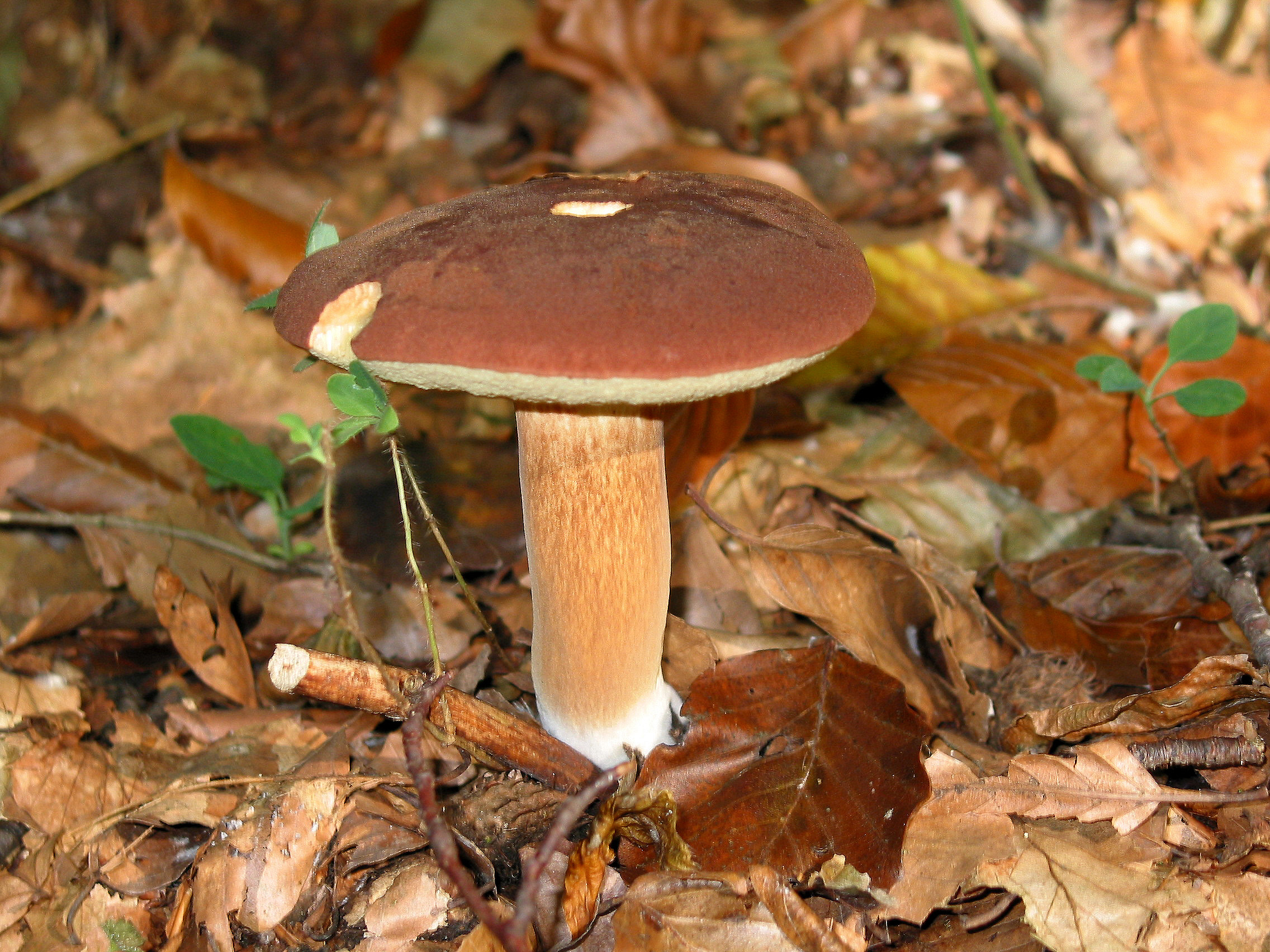
Boletus badius

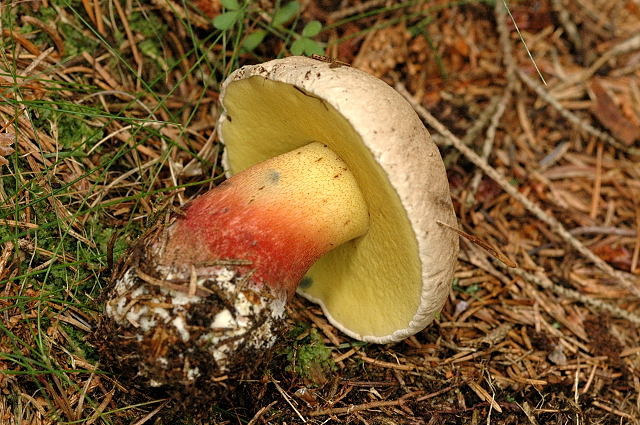
Boletus calopus

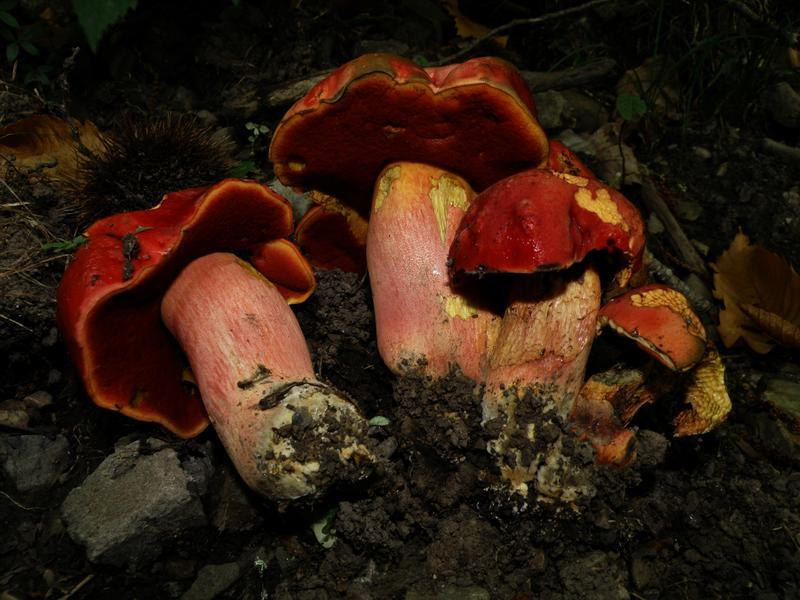
Boletus dupainii

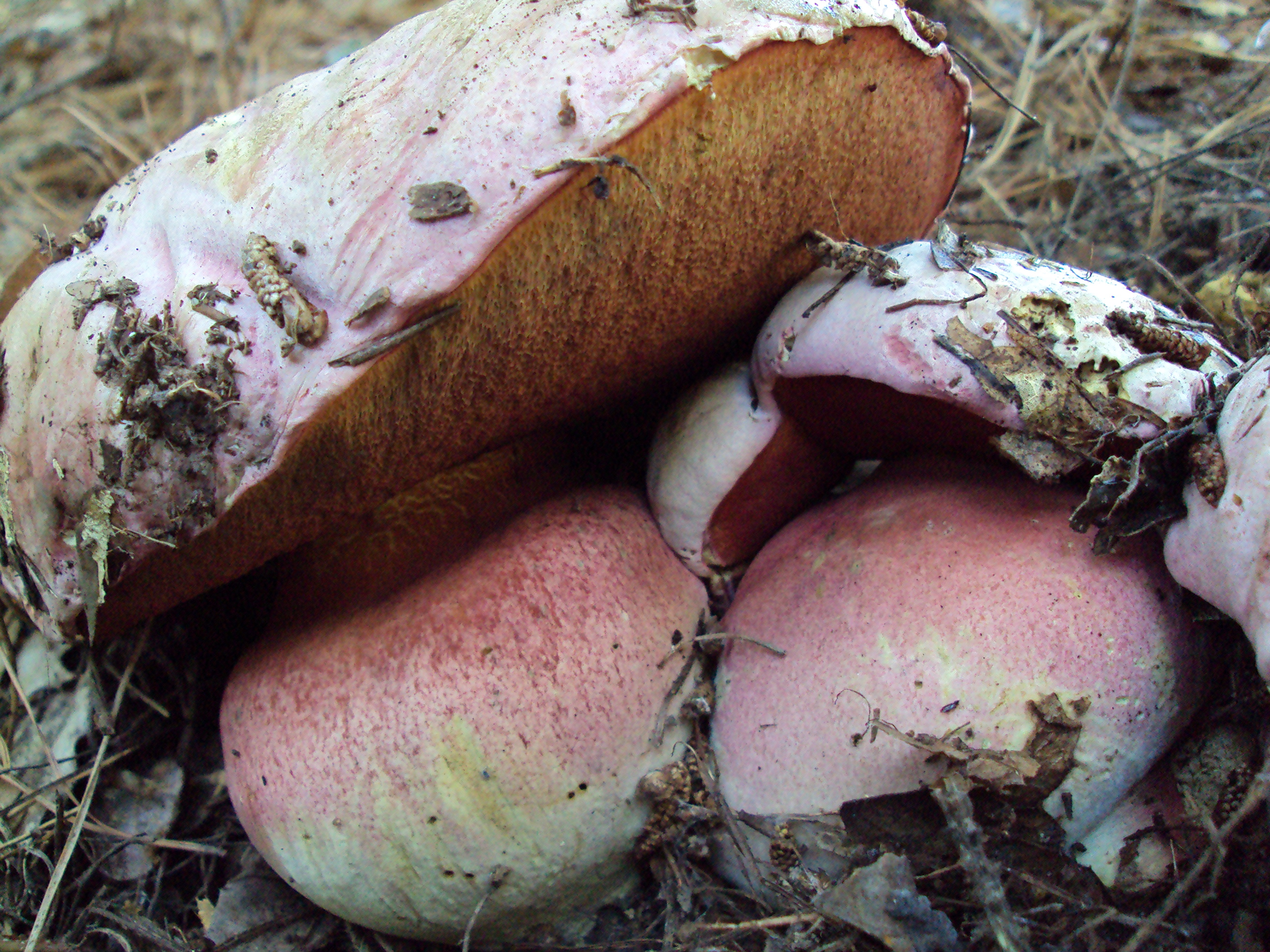
Boletus eastwoodiae

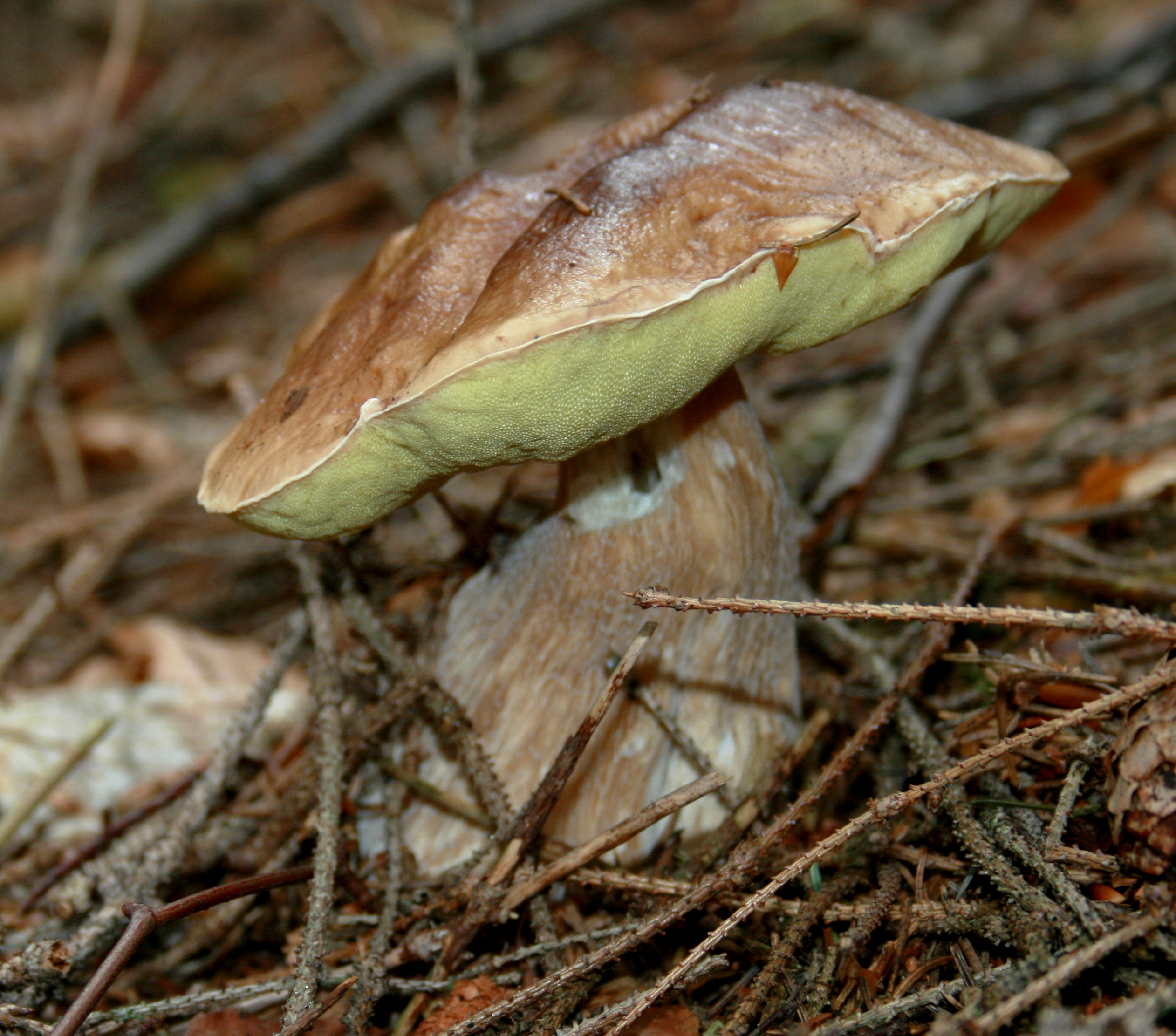
Boletus edulis

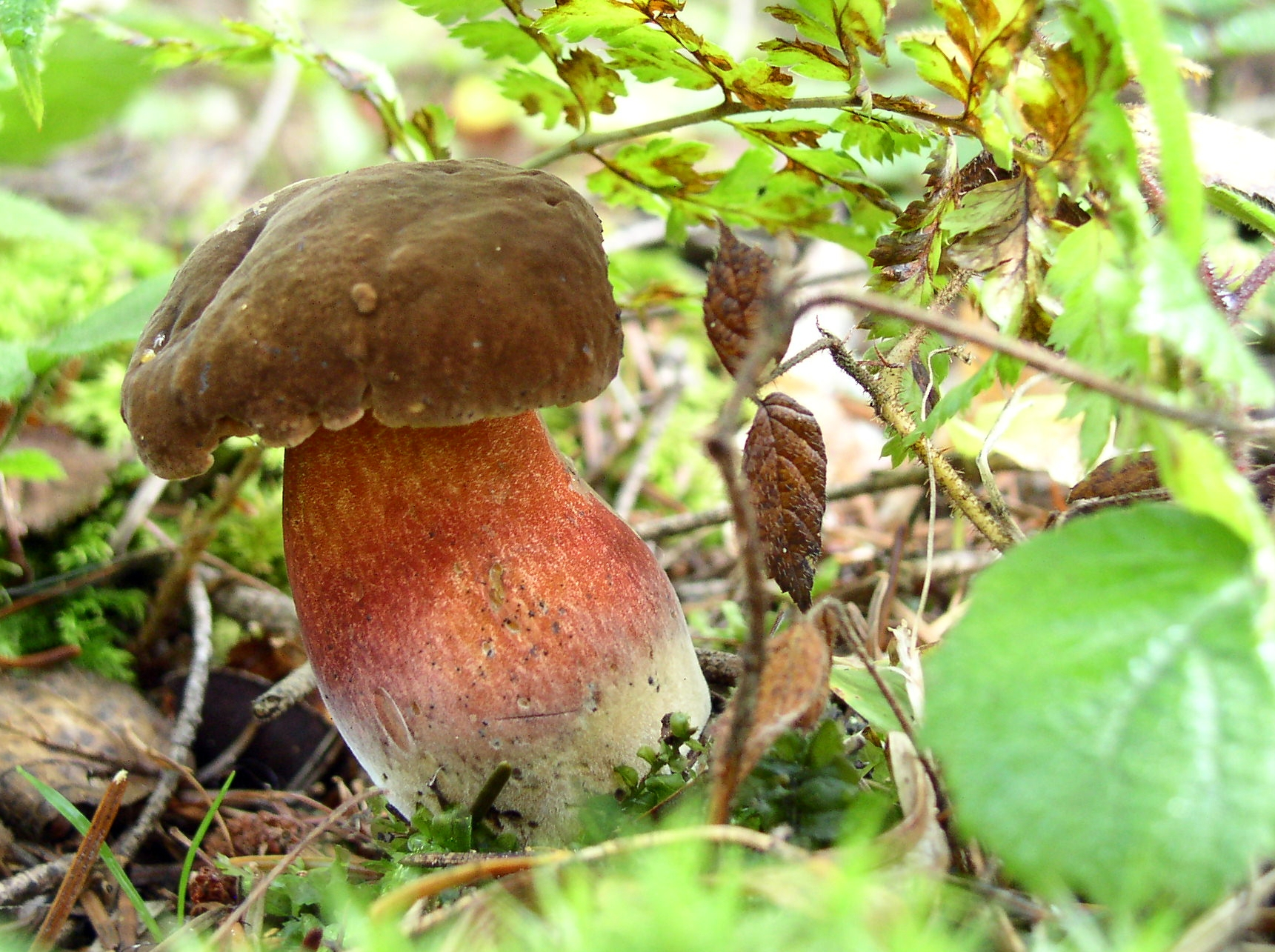
Boletus erythropus

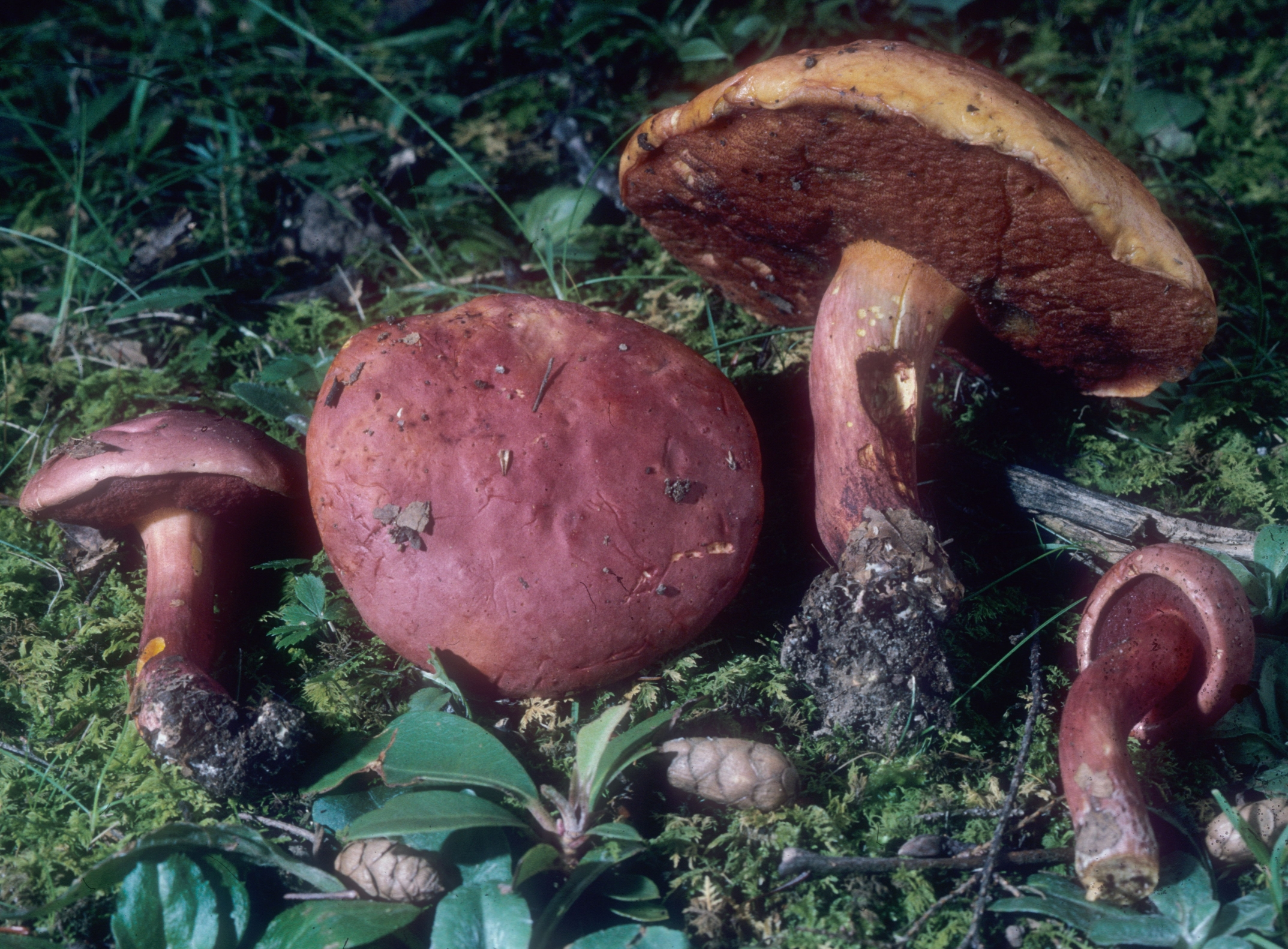
Boletus flammans

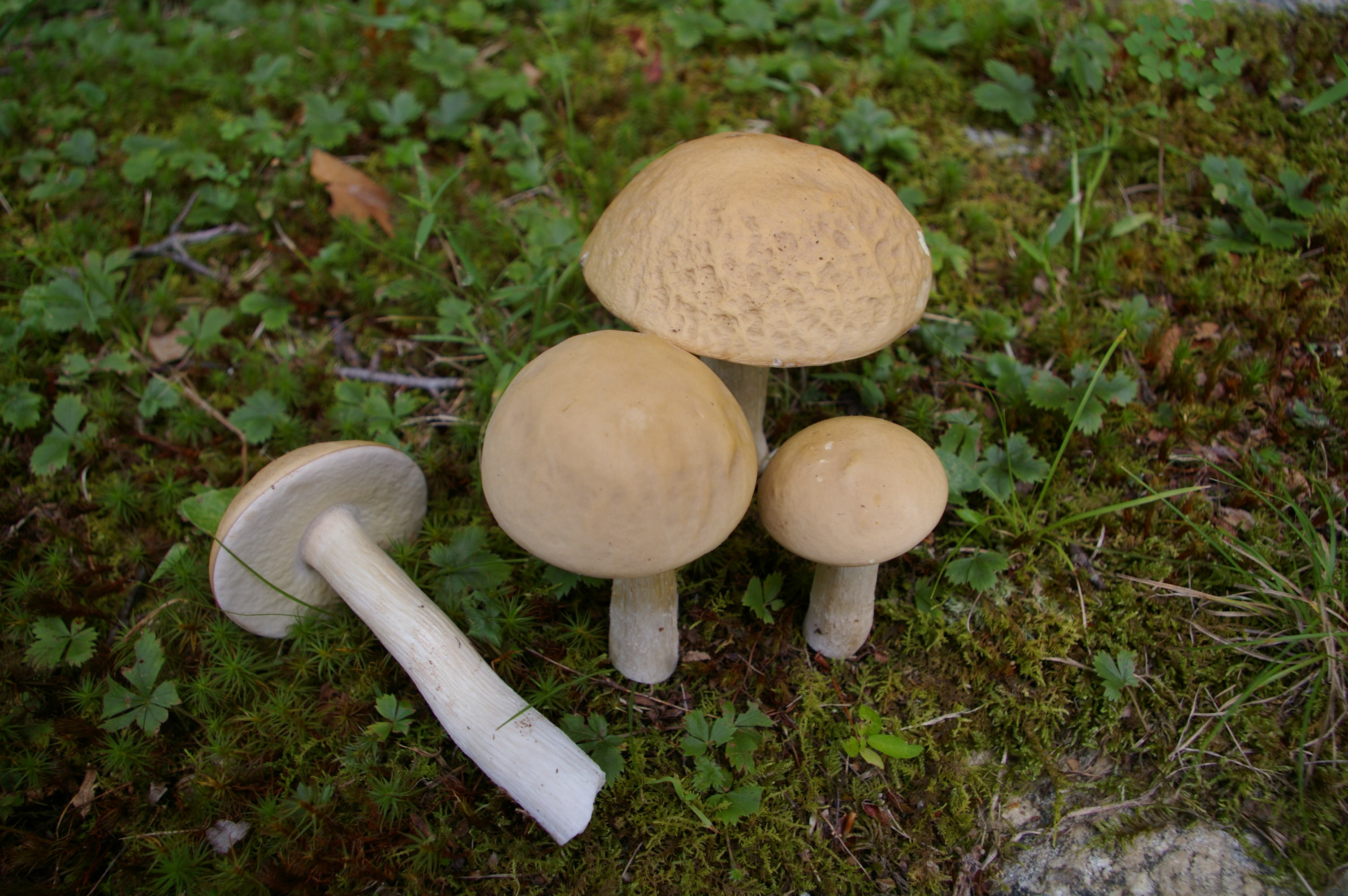
Boletus gertrudiae

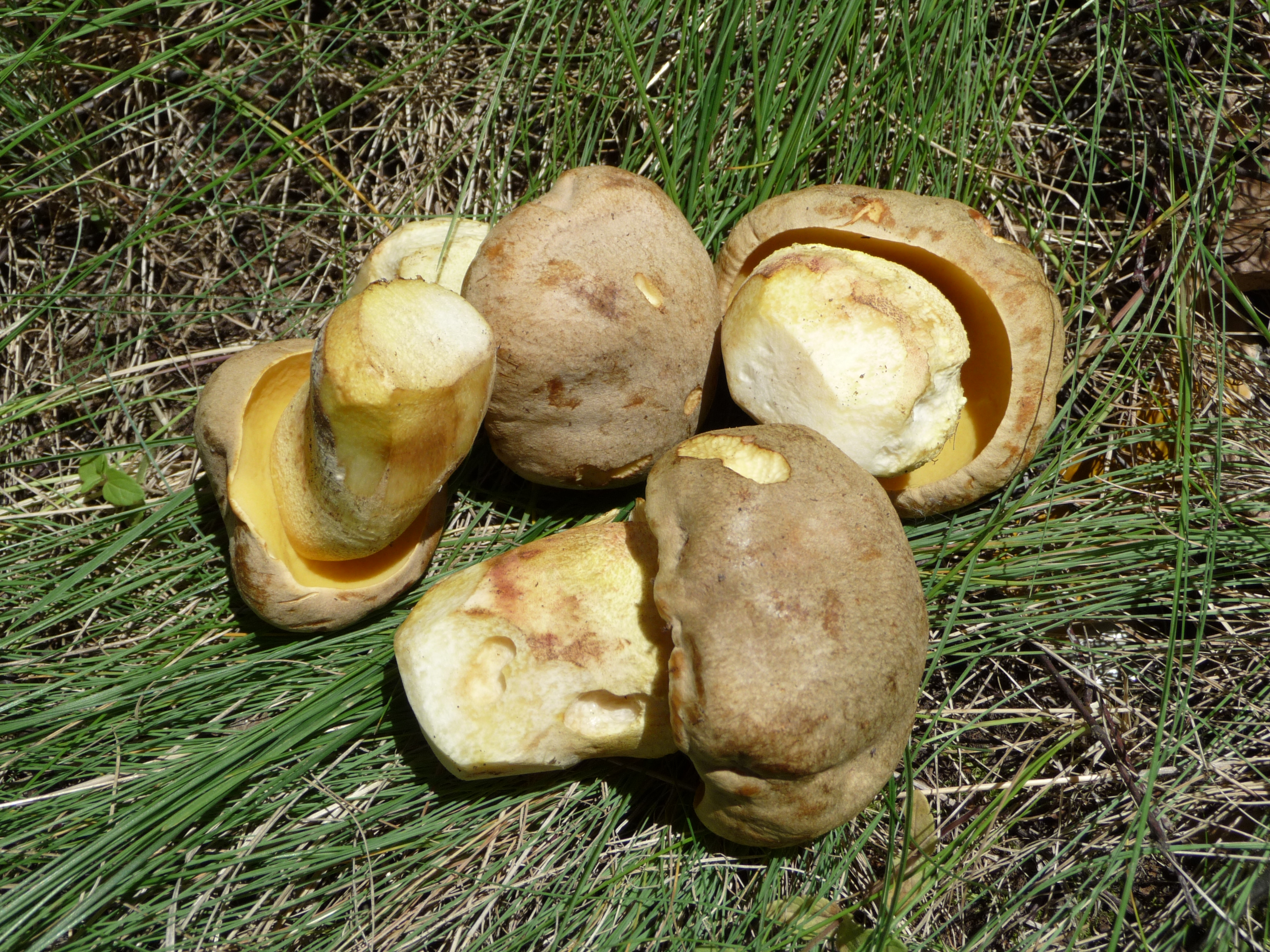
Boletus impolitus

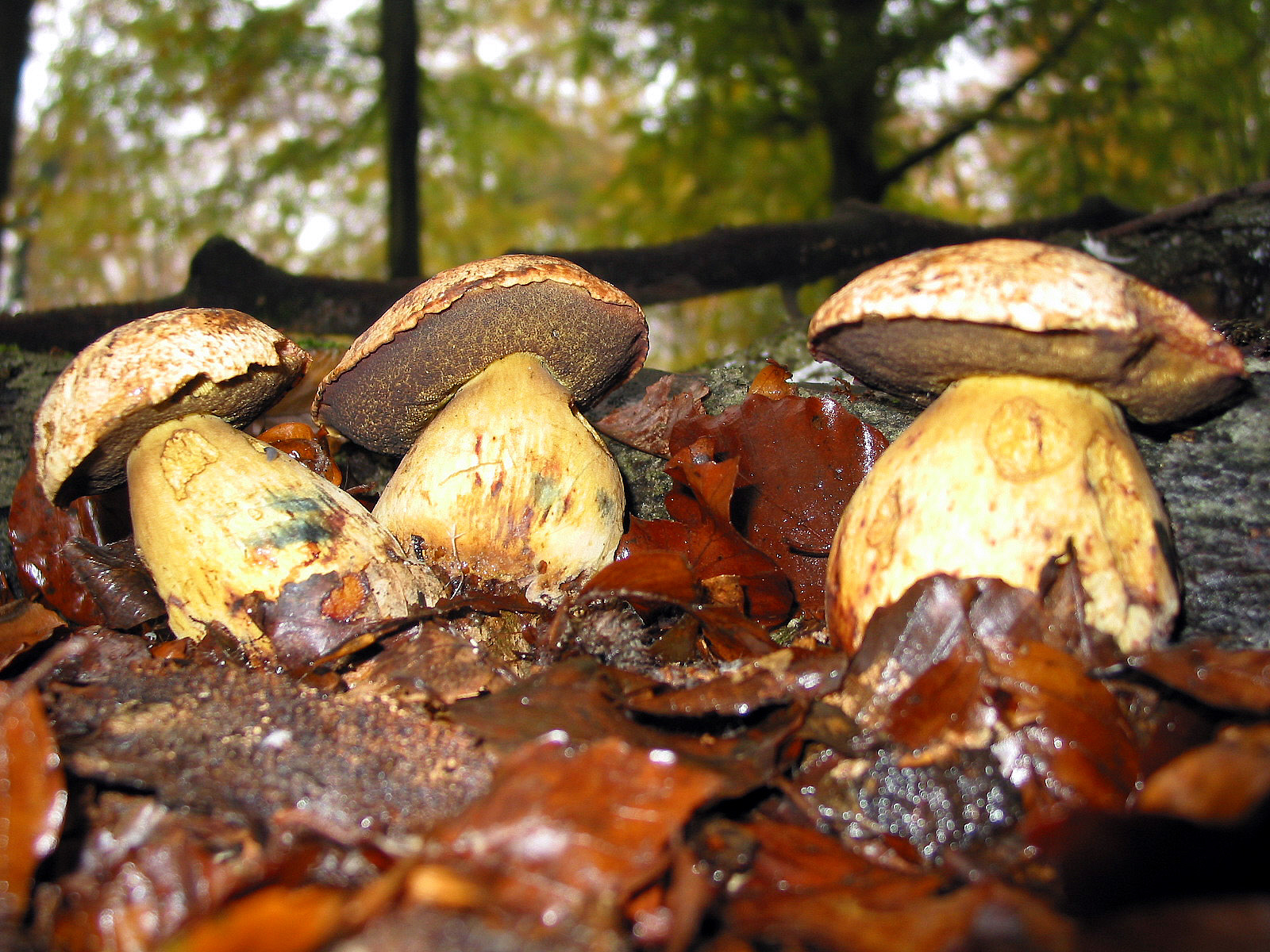
Boletus junquilleus

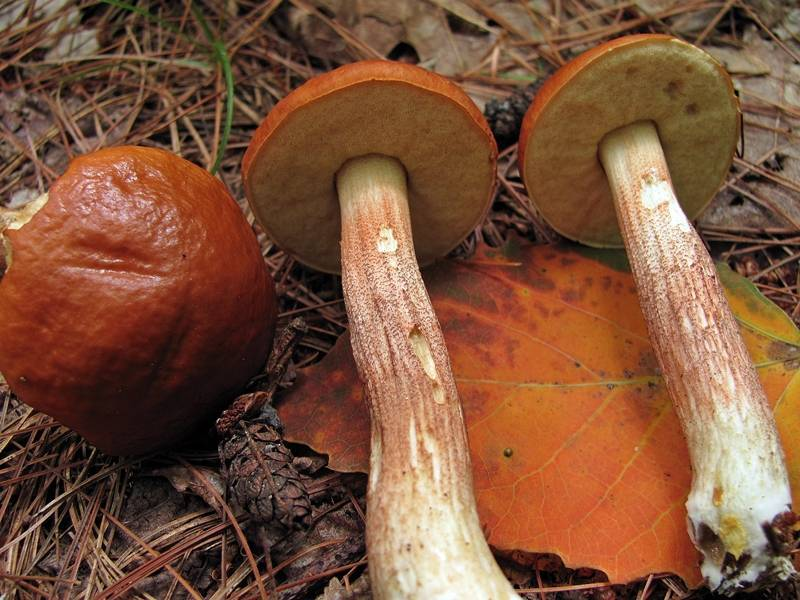
Boletus longicurvipes

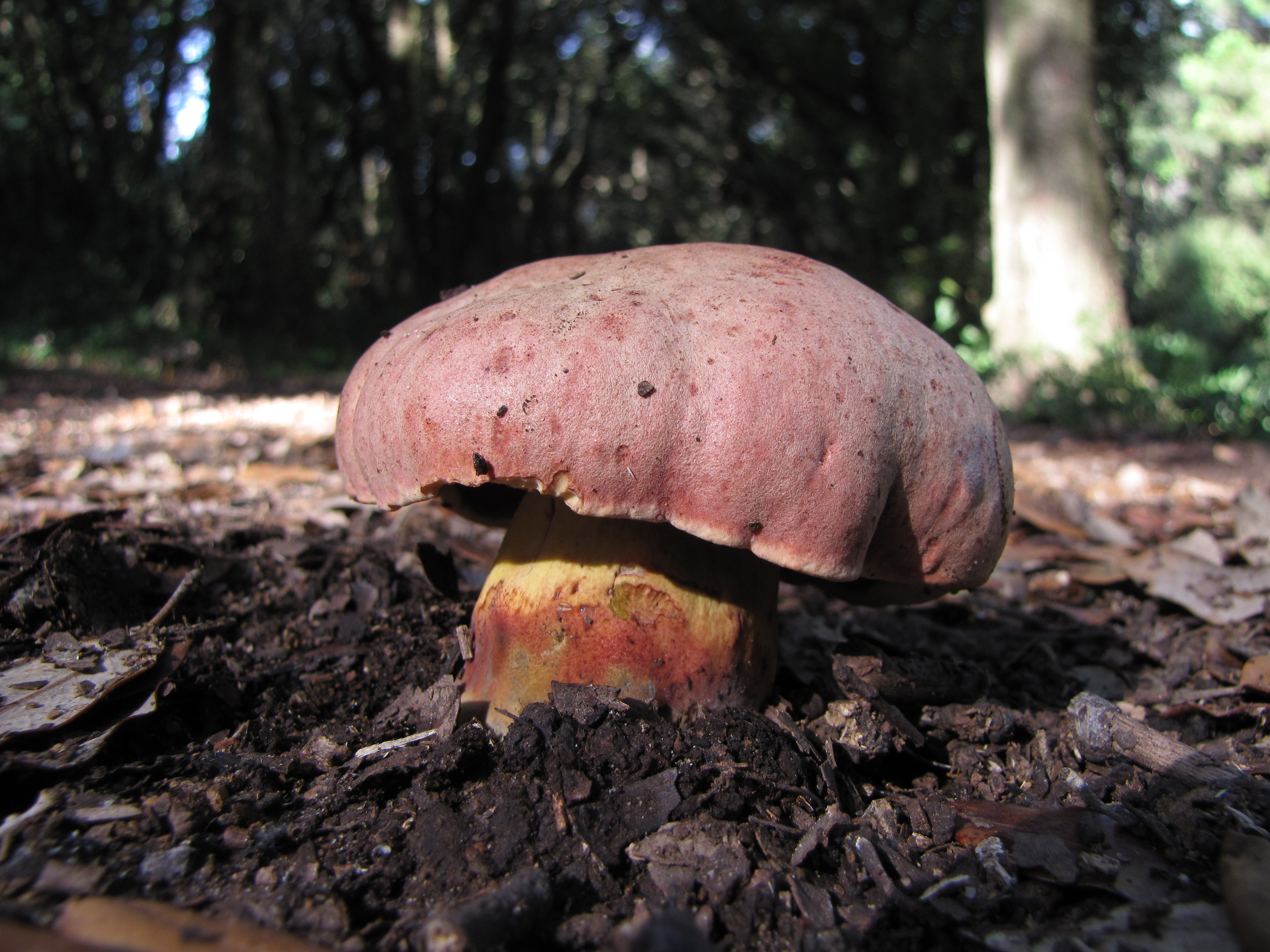
Boletus lupinus

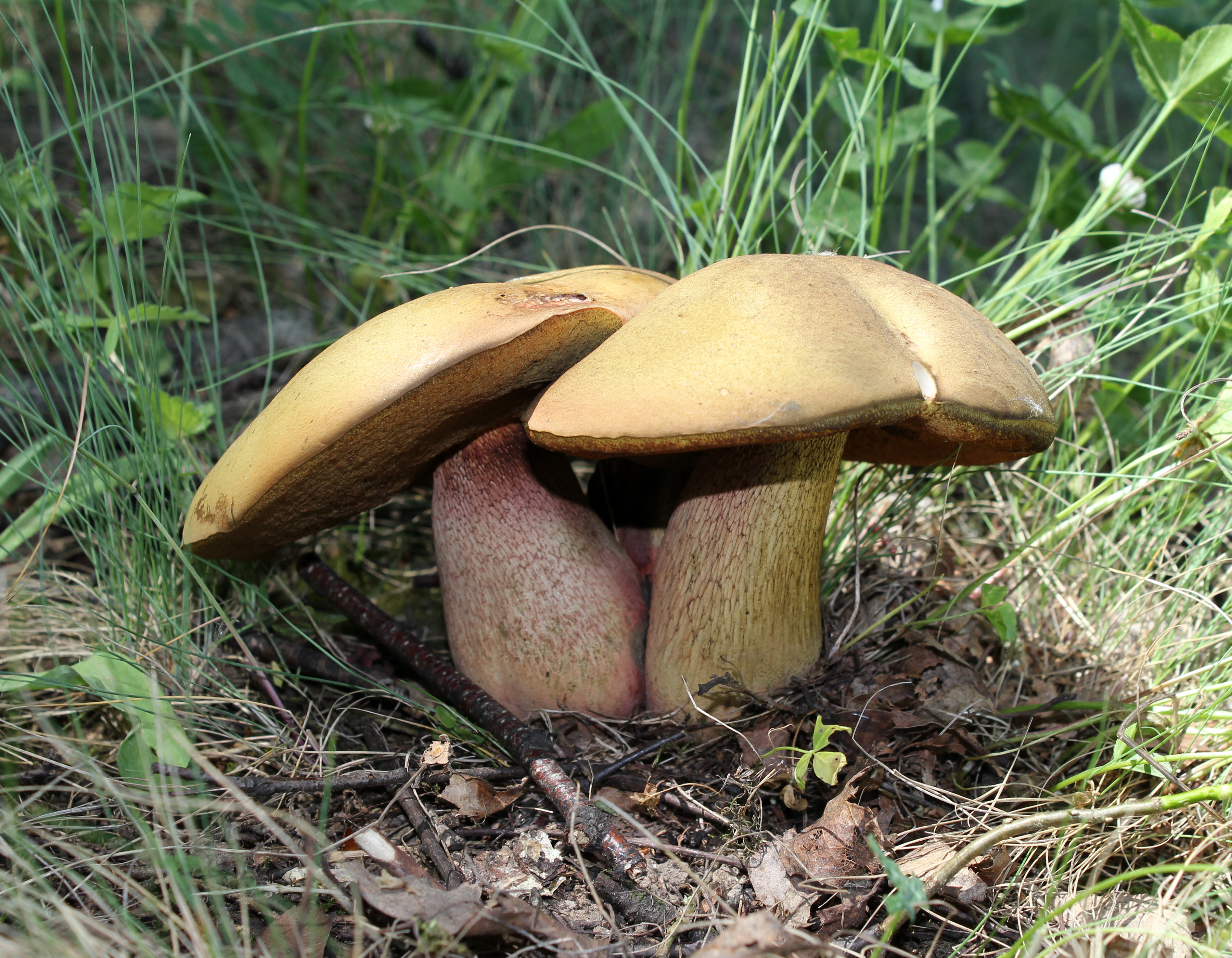
Boletus luridus

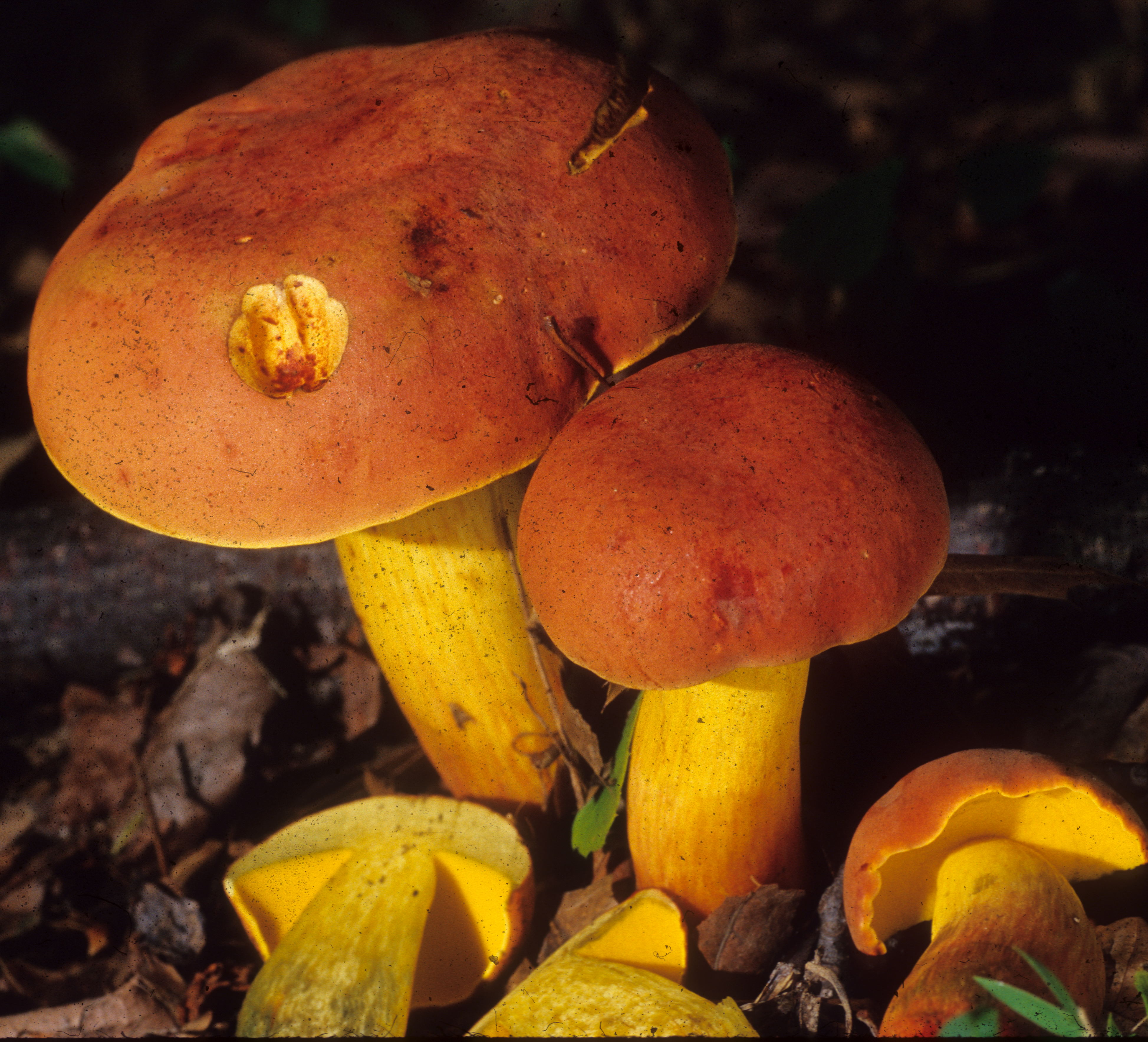
Boletus miniatopallescens

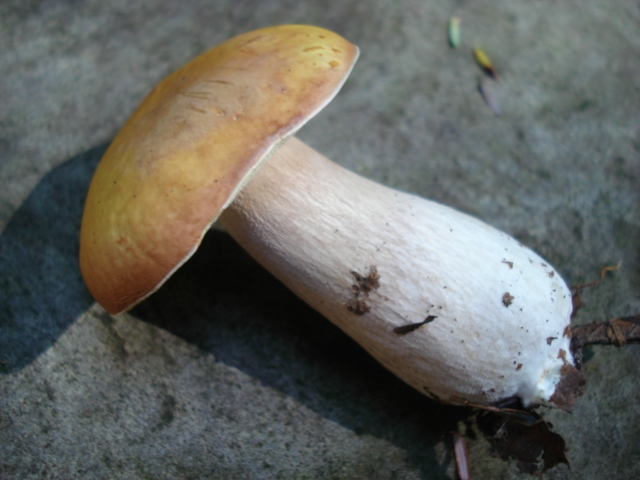
Boletus nobilissimus

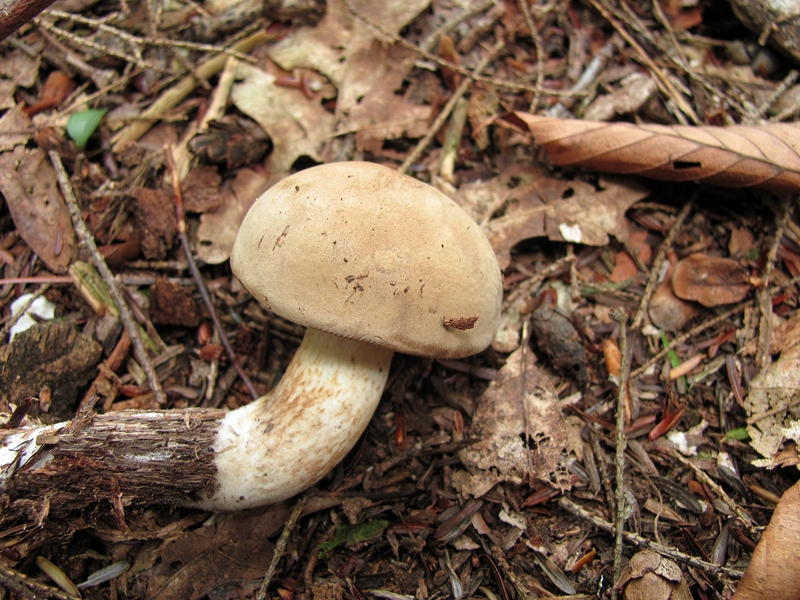
Boletus pallidus

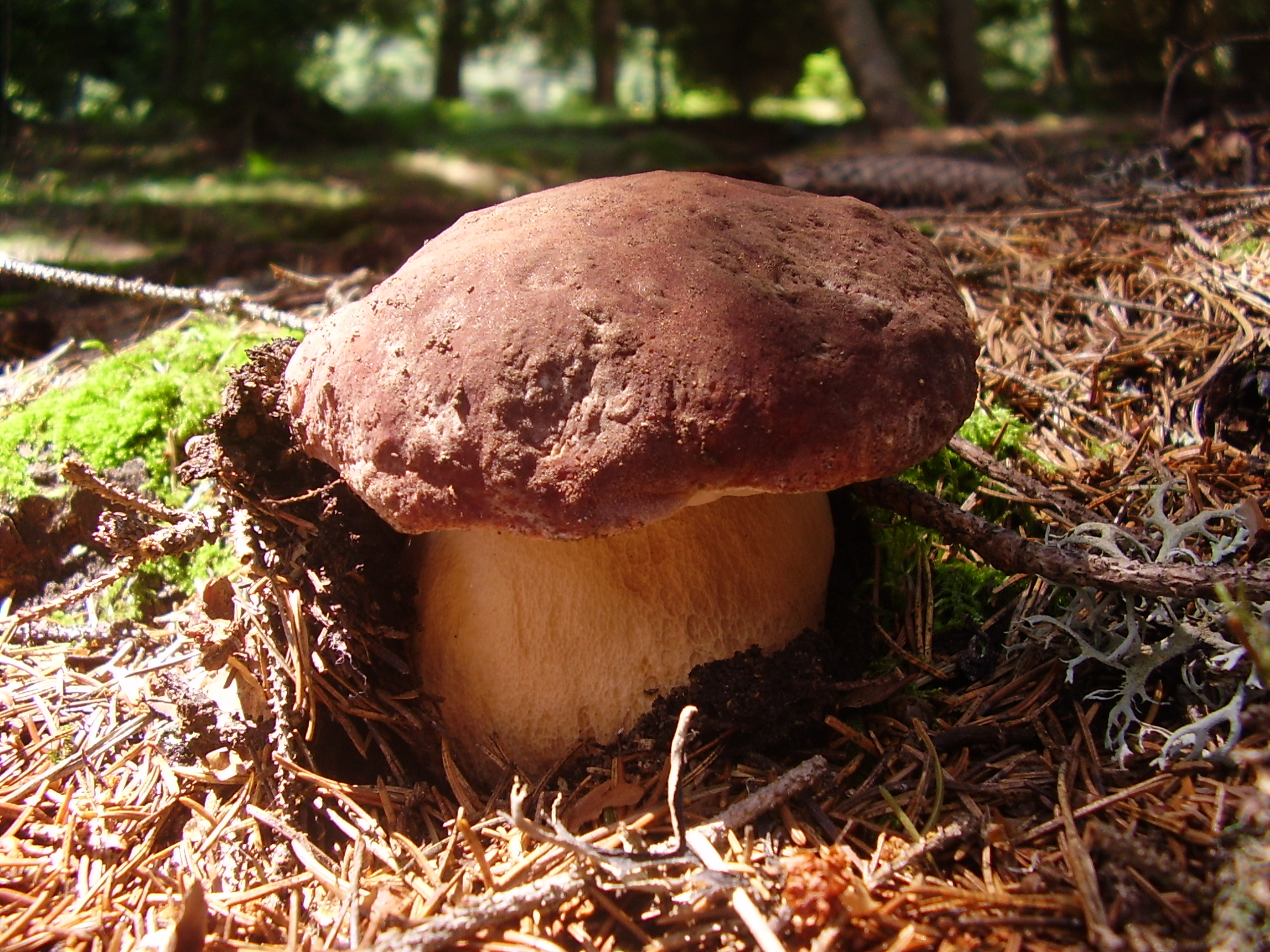
Boletus pinophilus

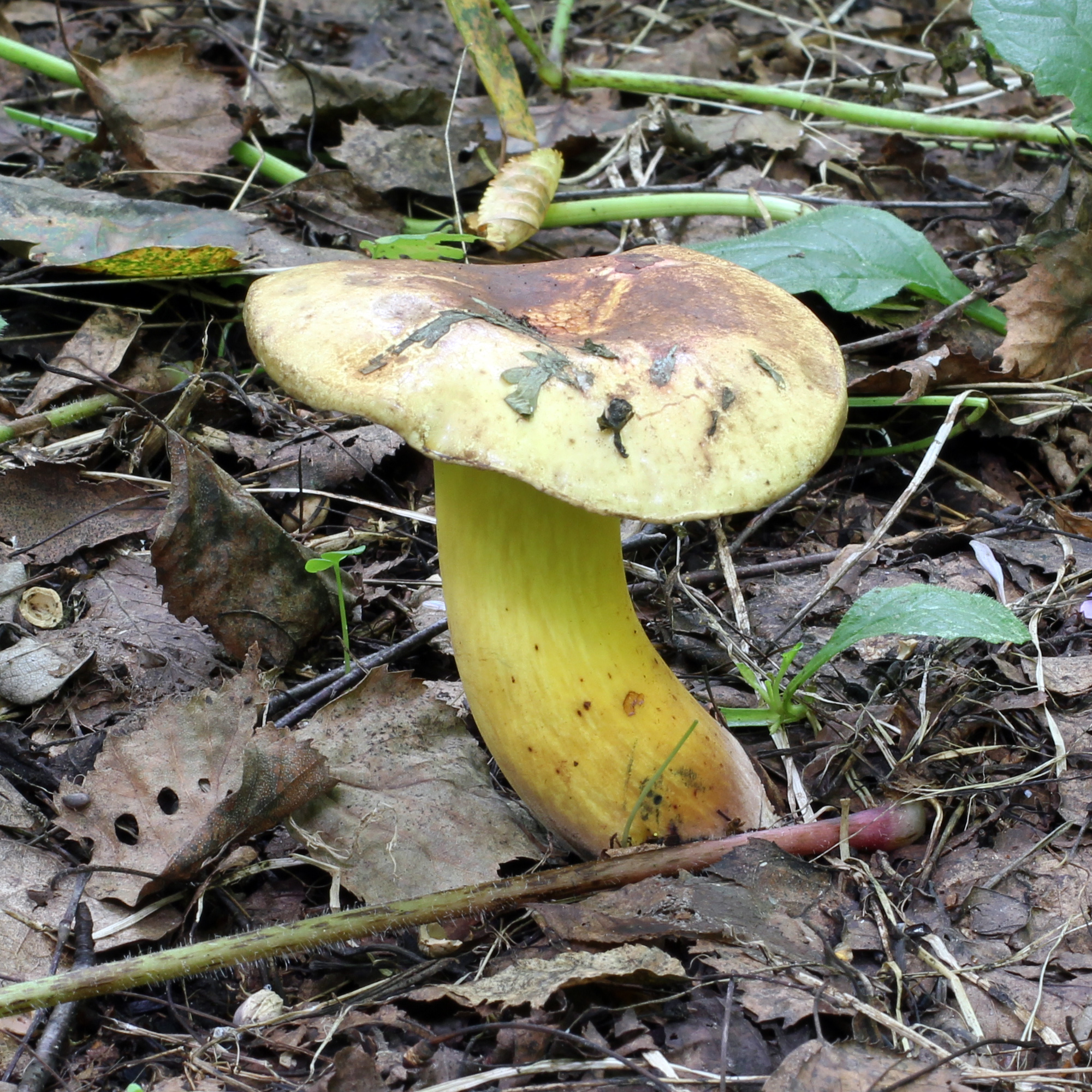
Boletus pulverulentus

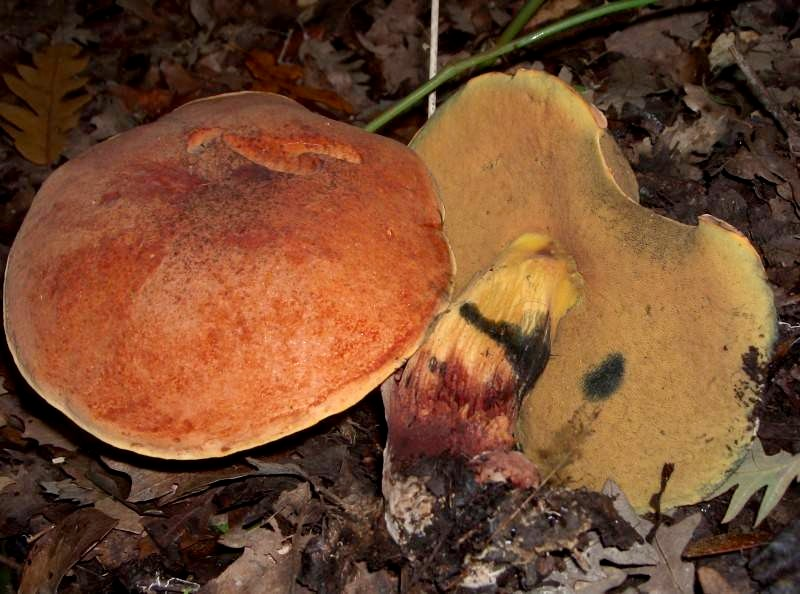
Boletus queletii

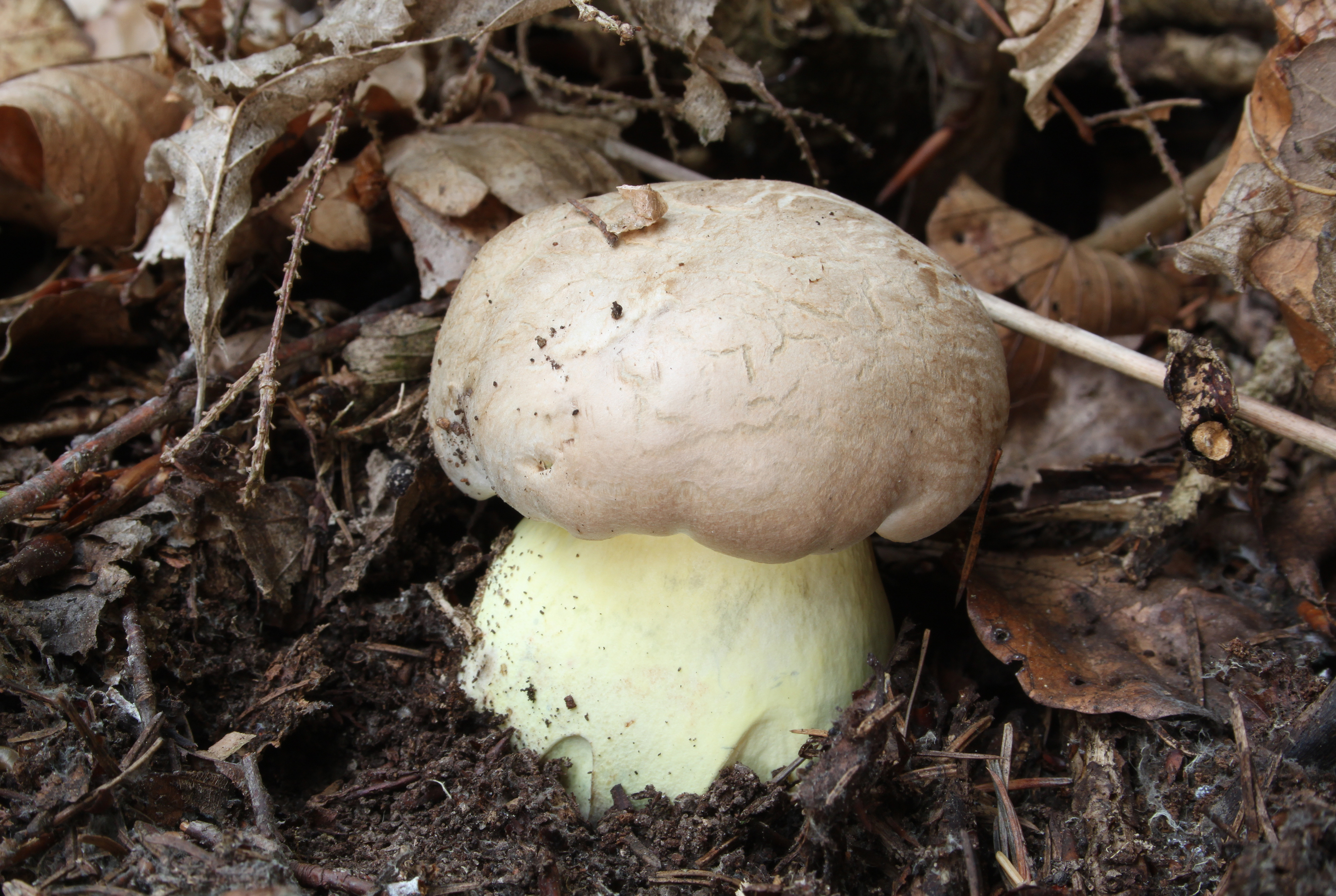
Boletus radicans

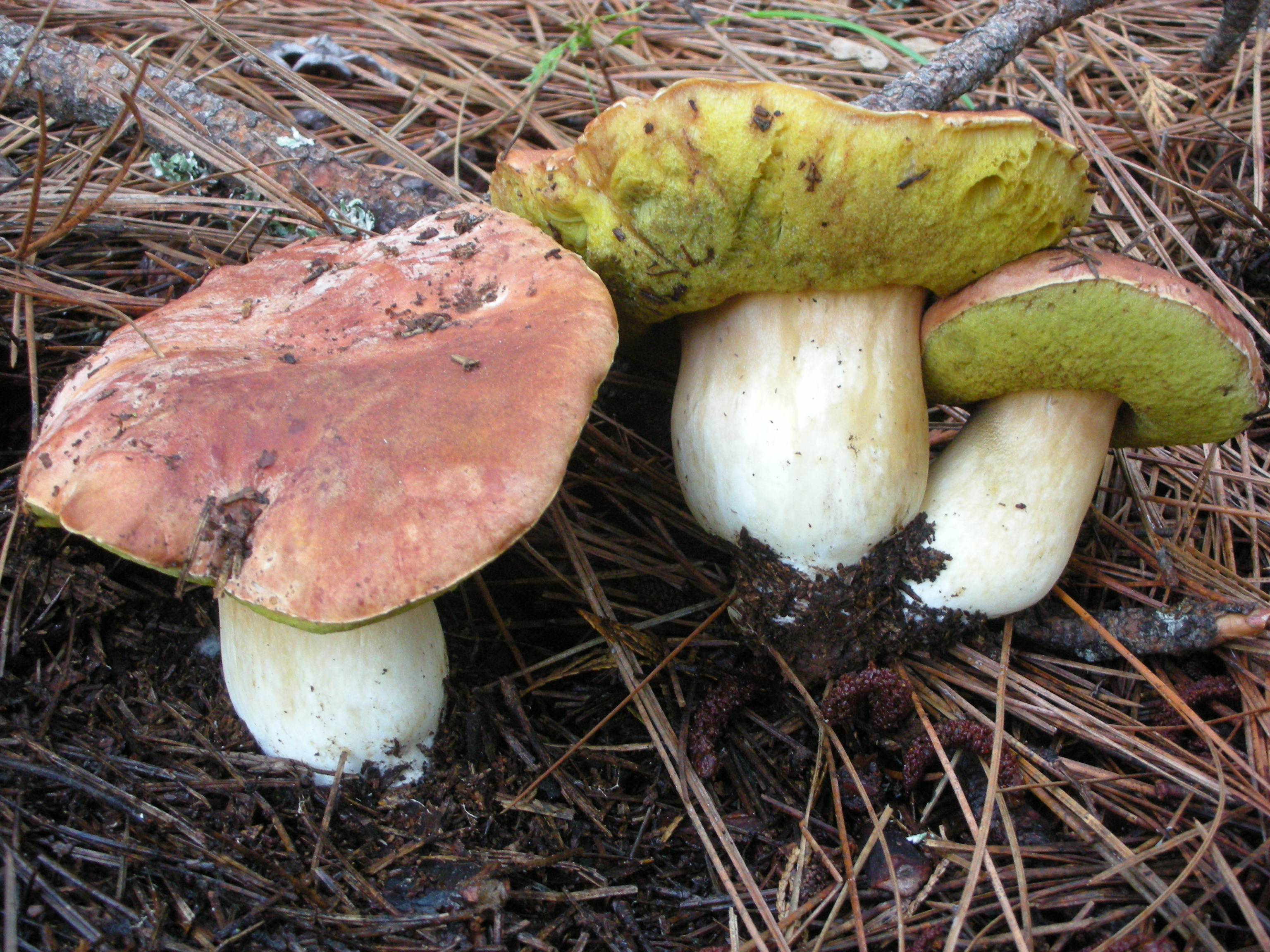
Boletus rex-veris

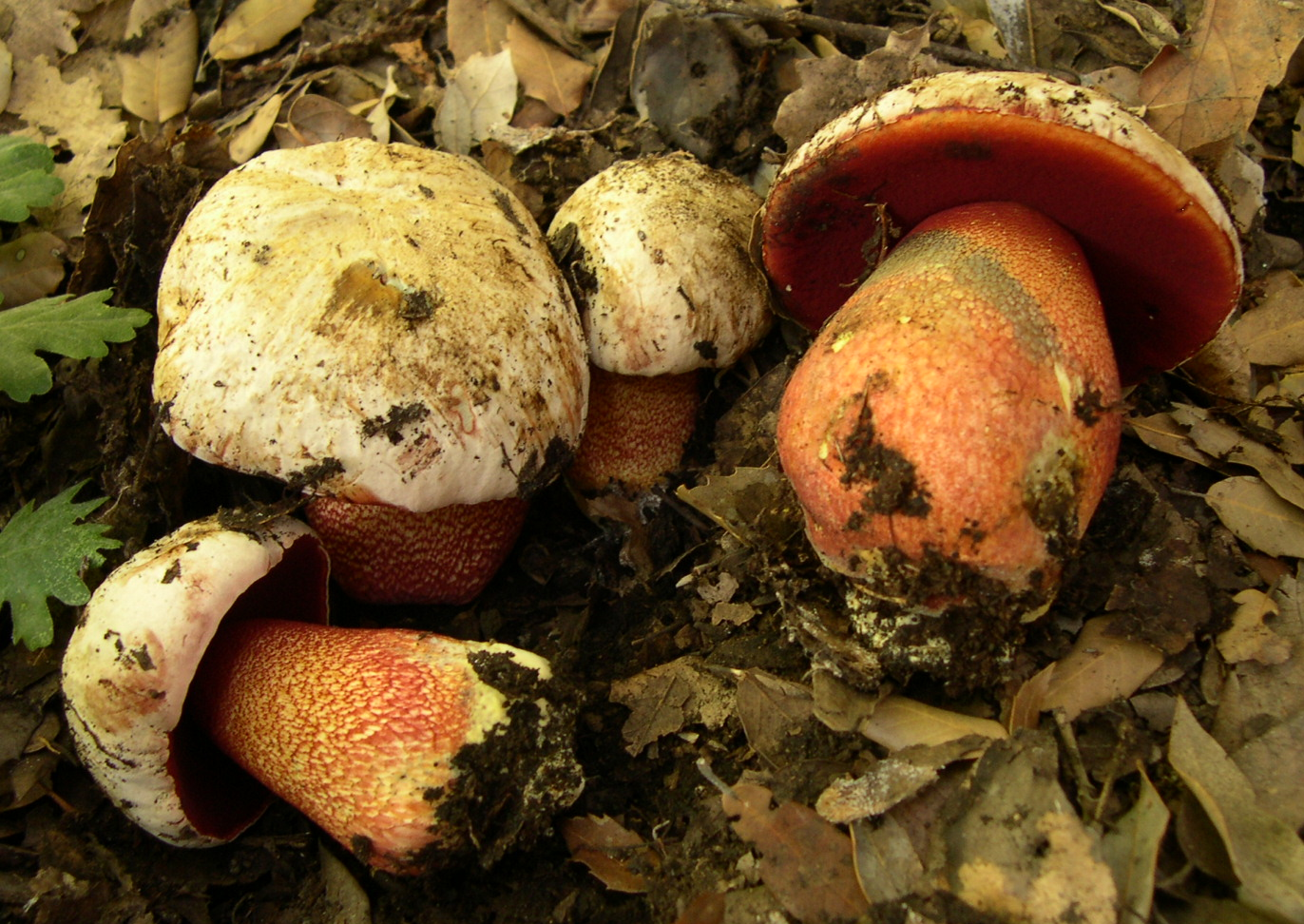
Boletus rhodoxanthus

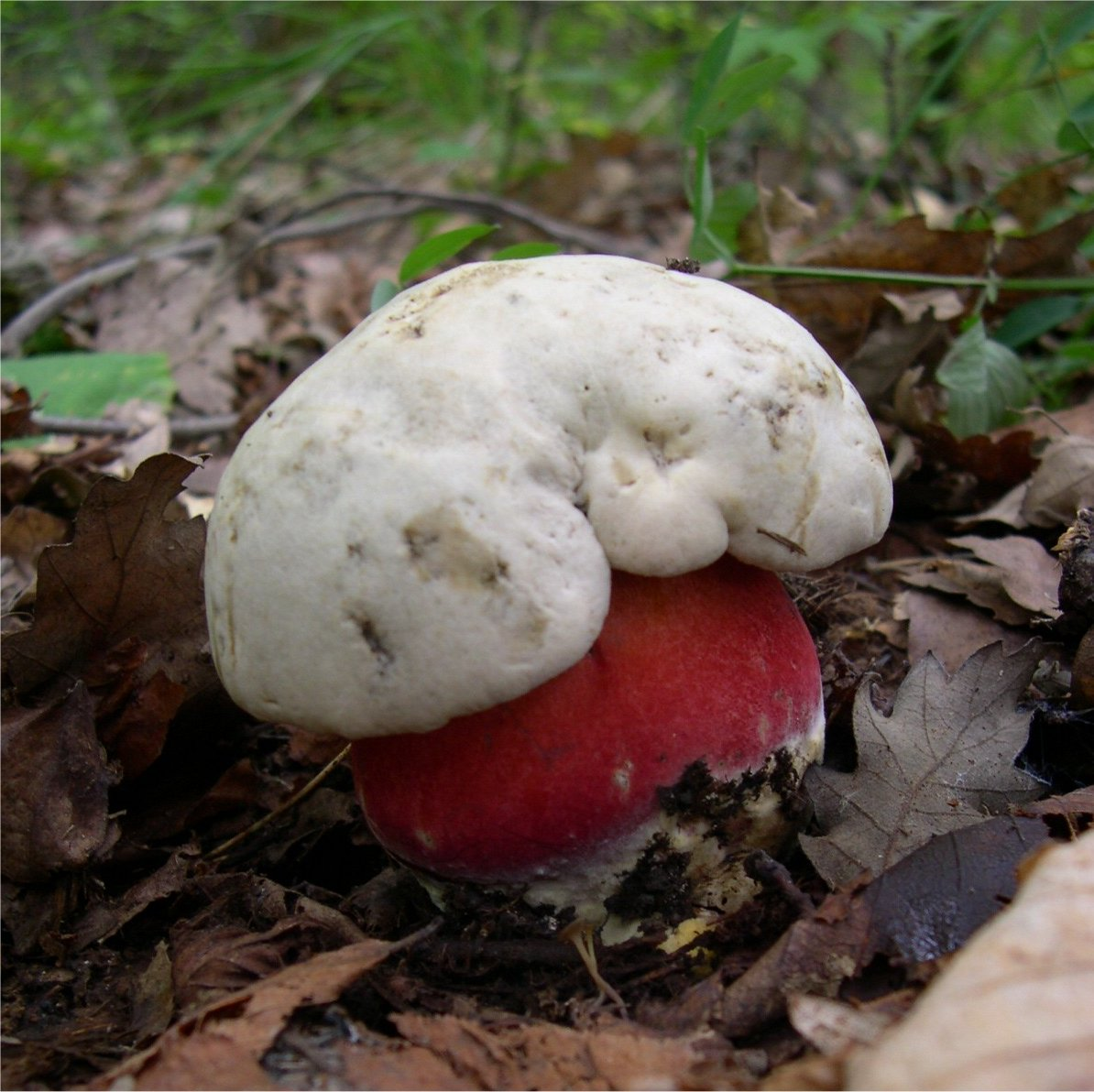
Boletus satanas

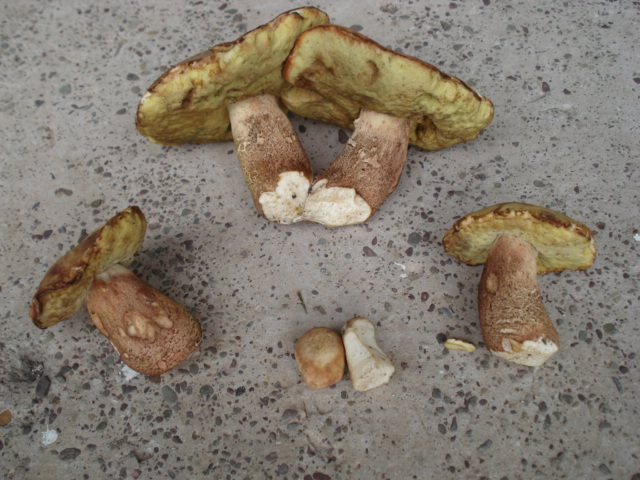
Boletus subcaerulescens

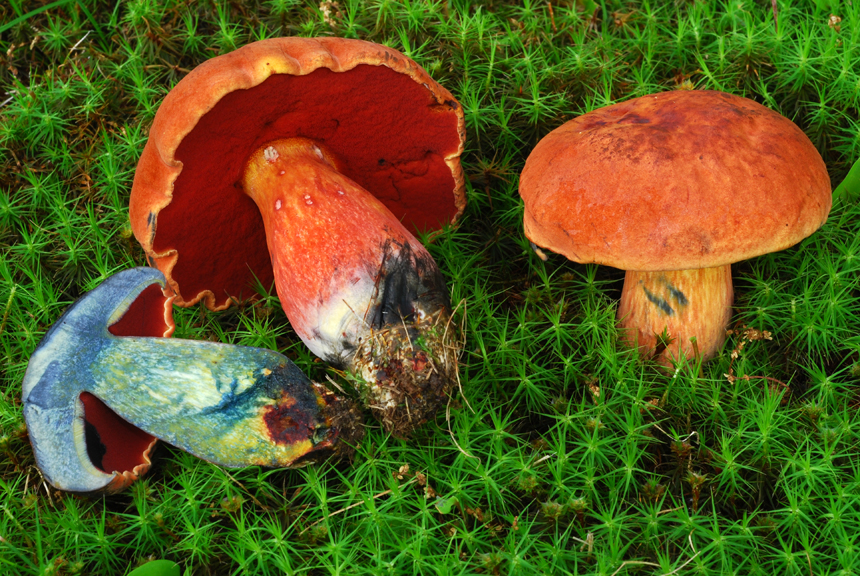
Boletus subvelutipes

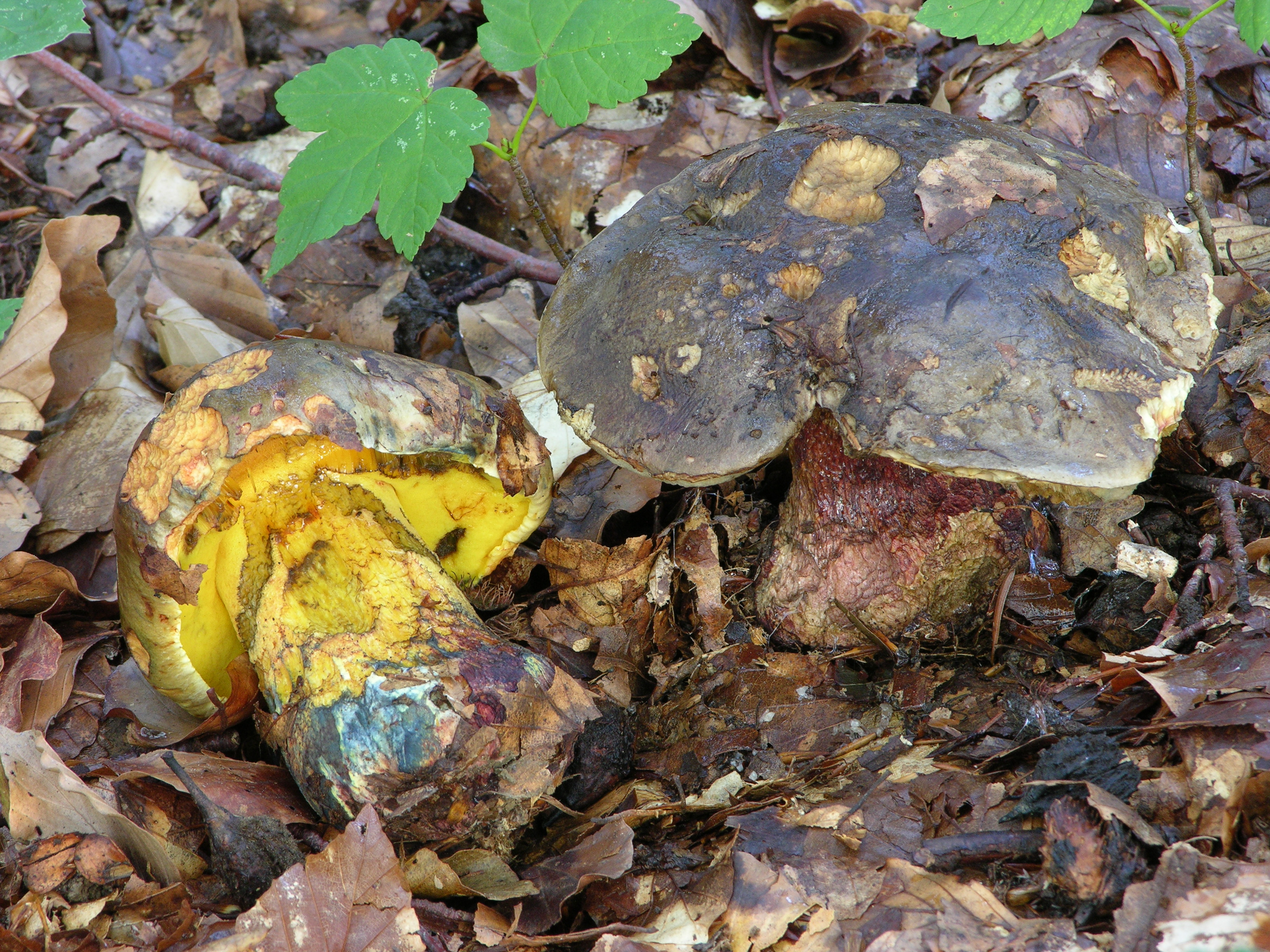
Boletus torosus

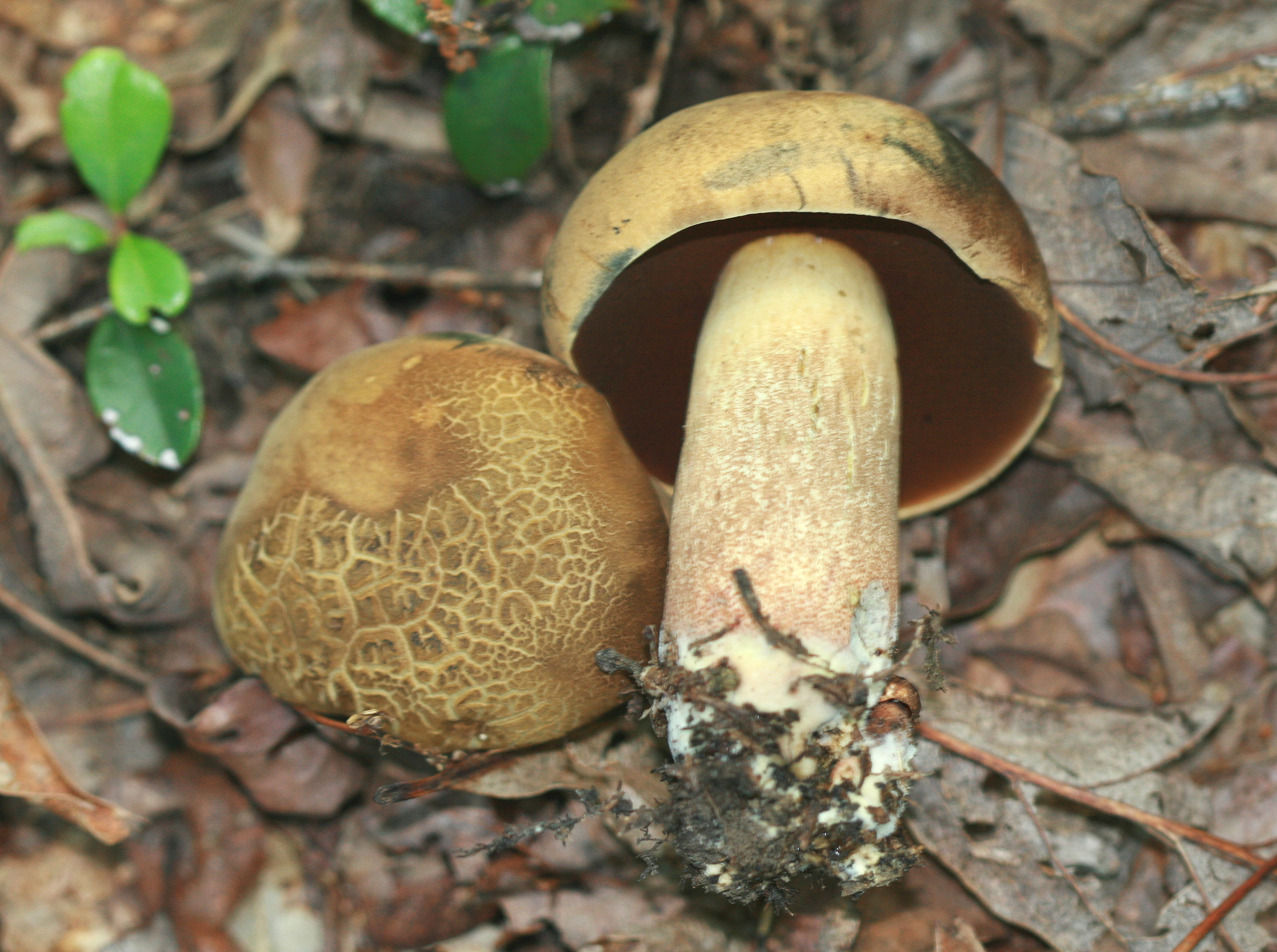
Boletus vermiculosoides

Cet article contient une liste des espèces de champignon du genre Boletus.

## A
- Boletus abieticola Thiers 1975
- Boletus abruptibulbus Roody, Both & B. Ortiz 2009
- Boletus aculifer Corner 1972
- Boletus adonis Pöder & H. Ladurner 2002
- Boletus aereus Bull. 1789
- Boletus aestivalis
- Boletus albipurpureus Corner 1974
- Boletus albirubens Corner 1972
- Boletus alutaceus Morgan 1889
- Boletus amygdalinus (Thiers) Thiers 1975
- Boletus amyloideus Thiers 1975
- Boletus angustisporus T.H. Li & Watling 1999
- Boletus aokii Hongo 1984
- Boletus appendiculatus Schaeff. 1763
- Boletus argentatae Corner 1972
- Boletus atkinsonii Peck 1904
- Boletus ascendens Corner 1972
- Boletus asperipes Corner 1972
- Boletus atripurpureus Corner 1972
- Boletus aurantioruber (E.A. Dick & Snell) Both, Bessette & W.J. Neill 2001
- Boletus aurantitubus Corner 1972

## B
- Boletus badius (Fr.) Fr. 1828
- Boletus barrowsii Thiers & A.H. Sm. 1976
- Boletus bicoloroides A.H. Sm. & Thiers 1971
- Boletus billieae Both, Bessette & W.J. Neill 2001
- Boletus blanditus Corner 1972
- Boletus borneensis Corner 1972
- Boletus bresinskyanus Garrido 1988
- Boletus brevitubus M. Zang 1991
- Boletus brunneinanus Corner 1972
- Boletus brunneirubens Corner 1972
- Boletus brunneissimus W.F. Chiu 1948
- Boletus brunneocitrinus A.H. Sm. & Thiers 1971
- Boletus brunneopanoides B. Ortiz 2007
- Boletus brunneotomentosus B. Ortiz 2007
- Boletus byssinus Schrad. 1794

## C
- Boletus calocystides Corner 1972
- Boletus calopus Pers. 1801
- Boletus calvinii A.H. Sm. & Thiers 1971
- Boletus calvus Corner 1972
- Boletus campestris A.H. Sm. & Thiers 1971
- Boletus carminipes A.H. Sm. & Thiers 1971
- Boletus catervatus Corner 1972
- Boletus caucasicus Singer ex Alessio 1985
- Boletus cervicolor Corner 1972
- Boletus cervinicoccineus Corner 1972
- Boletus chippewaensis A.H. Sm. & Thiers 1971
- Boletus chlamydosporus Corner 1972
- Boletus chrysops Corner 1972
- Boletus cicognanii Ubaldi 1986
- Boletus citriniporus Halling 1977
- Boletus clavipes (Peck) Pilát & Dermek 1974
- Boletus coccineinanus Corner 1972
- Boletus coccyginus Thiers 1975
- Boletus comptus Simonini 1993
- Boletus cookei Sacc. & P. Syd. 1899
- Boletus cornalinus Perr.-Bertr. & R. Heim 1977
- Boletus cremeus Corner 1972
- Boletus cuticulatus Corner 1972
- Boletus cutifractus Corner 1972
- Boletus cyaneirufescens Corner 1972

## D
- Boletus destitutus Corner 1972
- Boletus dictyotus (Boedijn) Corner 1972
- Boletus discolor (Quél.) Boud.
- Boletus dispersus Corner 1972
- Boletus dissiliens Corner 1972
- Boletus dupainii Boud. 1902

## E
- Boletus eastwoodiae (Murrill) Sacc. & Trotter 1912
- Boletus eberwhitei A.H. Sm. & Thiers 1971
- Boletus edulis Bull. 1782
- Boletus erythropus Pers. 1795

## F
- Boletus fagicola A.H. Sm. & Thiers 1971
- Boletus fairchildianus (Singer) Singer 1978
- Boletus fallax Corner 1972
- Boletus farinolens Corner 1972
- Boletus fechtneri Velen. 1922
- Boletus ferruginosporus Corner 1972
- Boletus flammans E.A. Dick & Snell 1965
- Boletus flammeus R. Heim 1966
- Boletus flaviporus Earle 1905
- Boletus flavoniger Halling, G.M. Muell. & L.D. Gómez 1999
- Boletus flavorubellus Thiers & A.H. Sm. 1966
- Boletus flavoruber Halling & M. Mata 2005
- Boletus flavosanguineus Lavorato & Simonini 1997
- Boletus formosus Corner 1972
- Boletus fragrans Vittad. 1835
- Boletus fraternus Peck 1897
- Boletus frostii J.L. Russel 1874

## G
- Boletus gabretae Pilát 1968
- Boletus generosus Hid. Takah. 1988
- Boletus gertrudiae Peck 1911
- Boletus glabellus Peck 1888
- Boletus graveolens Corner 1972
- Boletus griseipurpureus Corner 1972
- Boletus griseus Frost 1878
- Boletus guatemalensis R. Flores & Simonini 2000
- Boletus gyrodontoides Corner 1972

## H
- Boletus haematinus Halling 1976
- Boletus harrisonii A.H. Sm. & Thiers 1971
- Boletus hastulifer Corner 1972
- Boletus havilandii Corner 1972
- Boletus heterodermus Singer 1989
- Boletus hibiscus Corner 1974
- Boletus hiratsukae Nagas. 1994
- Boletus holophaeus Corner 1972
- Boletus holoroseus A.H. Sm. & Thiers 1971
- Boletus honestus Corner 1972
- Boletus hongoi T.N. Lakh. & Sagar 1996
- Boletus horakii T.N. Lakh. & R. Sharma 1989
- Boletus hortonii A.H. Sm. & Thiers 1971
- Boletus hoseneyae A.H. Sm. & Thiers 1971
- Boletus huronensis A.H. Sm. & Thiers 1971
- Boletus hypocarycinus Singer 1945

## I
- Boletus illudens Peck 1897
- Boletus immutatus (Pegler & A.E. Hills) A.E. Hills & Watling 2004
- Boletus impolitus Fr. 1838
- Boletus incertus Corner 1972
- Boletus inedulis (Murrill) Murrill 1938
- Boletus intentus Corner 1972
- Boletus intusrubens Corner 1972

## J
- Boletus jocosus Corner 1972
- Boletus junquilleus (Quél.) Boud. 1906

## K
- Boletus kluzakii Šutara & Spinar 2006
- Boletus kumaeus R. Heim 1963

## L
- Boletus latisporus Corner 1972
- Boletus legaliae Pilát 1968
- Boletus leptospermi McNabb 1968
- Boletus levitinctus Corner 1972
- Boletus lignatilis Berk. & M.A. Curtis 1869
- Boletus longicurvipes Snell & A.H. Sm. 1941
- Boletus loyita E. Horak 1977
- Boletus lubricus Corner 1972
- Boletus lucescens Corner 1972
- Boletus lupinus Fr. 1838
- Boletus luridus Schaeff. 1774
- Boletus luteocupreus Bertéa & Estadès 1990
- Boletus luteoloincrustatus R. Flores & Simonini 2000
- Boletus lychnipes Halling & G.M. Muell. 1999

## M
- Boletus maculatus Corner 1972
- Boletus mahoganicoloroides B. Ortiz, Both & T.J. Baroni 2007
- Boletus mamorensis Redeuilh 1978
- Boletus manicus R. Heim 1963
- Boletus marekii Šutara & Skála 2007
- Boletus mariae A.H. Sm. & Thiers 1971
- Boletus megalosporus Berk. 1860
- Boletus microcarpoides Corner 1972
- Boletus microcarpus Corner 1972
- Boletus microsporus Corner 1972
- Boletus miniatoolivaceus Frost 1874
- Boletus miniatopallescens A.H. Sm. & Thiers 1971
- Boletus minimus M. Zang & N.L. Huang 2002
- Boletus minutiporus A.H. Sm. & Thiers 1971
- Boletus mirans Corner 1972
- Boletus monsfraseri Corner 1972
- Boletus mottiae Thiers 1975
- Boletus mucosus Corner 1972

## N
- Boletus nancyae A.H. Sm. & Thiers 1971
- Boletus neoregius Halling & G.M. Muell. 1999
- Boletus neotropicus B. Ortiz & T.J. Baroni 2007
- Boletus nigerrimus R. Heim 1963
- Boletus nigropurpureus Corner 1972
- Boletus nigroviolaceus R. Heim 1963
- Boletus nobilis Peck 1904
- Boletus nobilissimus Both & R. Riedel 2000
- Boletus nugatorius Corner 1972

## O
- Boletus obscuratus (Singer) J. Blum 1969
- Boletus obscureorubeus T.H. Li & Watling 1999
- Boletus occidentalis B. Ortiz & T.J. Baroni 2007
- Boletus ochraceoluteus Bessette, Both & A.R. Bessette 1998
- Boletus olivaceiluteus Corner 1972
- Boletus olivaceirubens Corner 1972
- Boletus ornatipes Peck 1878
- Boletus orovillus Thiers & Kowalski 1967
- Boletus orquidianus Halling 1989

## P
- Boletus pallidissimus Watling 2003
- Boletus pallidoroseus Both 1998
- Boletus pallidus Frost 1874
- Boletus parcus Corner 1972
- Boletus patouillardii Singer 1947
- Boletus patriciae A.H. Sm. & Thiers 1971
- Boletus patrioticus T.J. Baroni, Bessette & Roody 1998
- Boletus peckii Frost 1878
- Boletus peltatus Corner & Watling 1993
- Boletus permagnificus Pöder 1981
- Boletus peronatus Corner 1974
- Boletus perroseus E. Horak 1980
- Boletus persimilis Corner 1972
- Boletus persoonii Bon 1988
- Boletus phoeniculus Corner 1972
- Boletus phylloporoides Corner 1972
- Boletus phytolaccae E. Horak 1980
- Boletus piculinus Corner 1972
- Boletus pinetorum M. Korhonen 2009
- Boletus pinophilus Pilát & Dermek 1973
- Boletus poeticus Corner 1972
- Boletus poikilochromus Pöder, Cetto & Zuccher. 1987
- Boletus polychrous Corner 1972
- Boletus primulinus Corner 1972
- Boletus projectelloides B. Ortiz, Both, Halling & T.J. Baroni 2007
- Boletus pruinatus Fr. & Hök, 1835
- Boletus pseudo-olivaceus A.H. Sm. & Thiers 1971
- Boletus pseudochrysenteron Corner 1972
- Boletus pseudofrostii B. Ortiz 2007
- Boletus pseudopeckii A.H. Sm. & Thiers 1971
- Boletus pseudoregius (Hubert) Estadès 1988
- Boletus pseudosensibilis A.H. Sm. & Thiers 1971
- Boletus pseudosulphureus Kallenb. 1923
- Boletus pulcherrimus Thiers & Halling 1976
- Boletus pulchrotinctus Alessio 1985
- Boletus pulverulentus Opat. 1836
- Boletus punctisporus Corner 1974
- Boletus purpureorubellus T.J. Baroni, Yetter & Norar. 1998
- Boletus purus Corner 1972
- Boletus putidus E. Horak 1977
- Boletus pyrrhosceles Halling 1992

## Q
- Boletus queletii Schulzer 1885
- Boletus quercophilus Halling & G.M. Muell. 1999
- Boletus quisquiliarum Corner 1972

## R
- Boletus radicans Pers. 1801
- Boletus rainisii Bessette & O.K. Mill. 2000
- Boletus ranunculus Corner 1972
- Boletus raphanolens Corner 1972
- Boletus rarus Corner 1972
- Boletus rawlingsii McNabb 1968
- Boletus reayi R. Heim 1963
- Boletus rectus Corner 1972
- Boletus regineus D. Arora & Simonini 2008
- Boletus regius Krombh. 1832
- Boletus rex-veris D. Arora & Simonini 2008
- Boletus rhodocarpus Uehara & Har. Takah. 2001
- Boletus rhodoleucus Corner 1972
- Boletus rhodosanguineus Both 1998
- Boletus rhodoxanthus (Krombh.) Kallenb. 1925
- Boletus ridiculus Corner 1972
- Boletus roodyi B. Ortiz, D.P. Lewis & Both 2009
- Boletus roseibrunneus Thiers 1957
- Boletus roseipes Bessette, Both & A.R. Bessette 2000
- Boletus roseoareolatus B. Ortiz & T.J. Baroni 2007
- Boletus roseobadius A.H. Sm. & Thiers 1971
- Boletus roseolateritius Bessette, Both & Dunaway 2003
- Boletus roseopurpureus Both, Bessette & Roody 2000
- Boletus roxanae Frost 1874
- Boletus rubiicolor Corner 1972
- Boletus ruborculus T.J. Baroni 2000
- Boletus rubricitrinus (Murrill) Murrill 1940
- Boletus rubrifibrillosus Corner 1972
- Boletus rubriflavus Corner 1972
- Boletus rubriporus Corner 1972
- Boletus rubroflammeus A.H. Sm. & Thiers 1971
- Boletus rubroglutinosus Corner 1974
- Boletus rufocinnamomeus A.H. Sm. & Thiers 1971
- Boletus rufoflavipes Corner 1972
- Boletus rufomaculatus Both 1998
- Boletus rugulosiceps B. Ortiz, T.J. Baroni & Lodge 2007

## S
- Boletus sartor Corner 1972
- Boletus satanas Lenz 1831
- Boletus satanoides Smotl. 1920
- Boletus satisfactus Corner 1972
- Boletus semitarius Corner 1972
- Boletus sensibilis Peck 1879
- Boletus sepiola Corner 1972
- Boletus setigerus Corner 1974
- Boletus silvaticus Thiers 1957
- Boletus sinapicolor Corner 1972
- Boletus sinoaurantiacus M. Zang & R.H. Petersen 2001
- Boletus smithii Thiers 1965
- Boletus solitarius Corner 1972
- Boletus speciosus Frost 1874
- Boletus spectabilissimus Watling 2003
- Boletus sphaerocystis A.H. Sm. & Thiers 1971
- Boletus spinari Hlavácek 2000
- Boletus spretus Bertéa 1988
- Boletus squarrosipes Corner 1974
- Boletus spiculipes Corner 1972
- Boletus subappendiculatus Dermek, Lazebn. & J. Veselský 1979
- Boletus subcaerulescens (E.A. Dick & Snell) Both, Bessette & A.R. Bessette 2000
- Boletus subdepauperatus A.H. Sm. & Thiers 1971
- Boletus subglabripes Peck 1887
- Boletus subgraveolens A.H. Sm. & Thiers 1971
- Boletus subilludens A.H. Sm. & Thiers 1971
- Boletus subluridellus A.H. Sm. & Thiers 1971
- Boletus subluridus (Murrill) Murrill 1938
- Boletus subpalustris A.H. Sm. & Thiers 1971
- Boletus subparvulus A.H. Sm. & Thiers 1971
- Boletus subvelutipes Peck 1889

## T
- Boletus tomentoides Hlavácek 1991
- Boletus tomentososquamulosus Lj.N. Vassiljeva 1959
- Boletus tomentosulus A.H. Sm. & Thiers 1971
- Boletus torosus Fr. & Hök 1835
- Boletus tristior Corner 1974
- Boletus tubulus M. Zang & C.M. Chen 1998

## V
- Boletus variipes Peck 1888
- Boletus venturii Bon 1986
- Boletus vermiculosoides A.H. Sm. & Thiers 1971
- Boletus vermiculosus Peck 1873
- Boletus vinaceobasis A.H. Sm. & Thiers 1971
- Boletus violaceofuscus W.F. Chiu 1948
- Boletus viscidocorrugis Both 1998

## X
- Boletus xanthocyaneus (Ramain) Romagn. 1976

## Z
- Boletus zelleri